# Насо (окръг, Флорида)
Окръг Насо (на английски: Nassau County) е окръг в щата Флорида, Съединени американски щати. Площта му е 1880 km², а населението - 57 663 души (2000). Административен център е град Фернандина Бийч.